# Adelieledone
Adelieledone — род головоногих из семейства Megaleledonidae подотряда Incirrina отряда осьминогов. Согласно Census of Marine Life, это может быть ближайший из ныне живущих родственников антарктического предка всех видов осьминогов, живших 30 миллионов лет назад. Они населяют Южный океан, Антарктический океан и воды у Южной Георгии. Род относится к семейству Megaleledonidae одними авторитетами и Octopodidae другими.

## Виды
Известно три признанных вида:
- Adelieledone adelieana (Berry, 1917)
- Adelieledone piatkowski Allcock, Hochberg, Rodhouse & Thorpe, 2003
- Adelieledone polymorpha (Robson, 1930)